# Буркардт, Йонатан
Йонатан Михаэль Буркардт (нем. Jonathan Michael Burkardt; родился 11 июля 2000, Дармштадт) — немецкий футболист, нападающий клуба «Айнтрахт» (Франкфурт) и сборной Германии.

## Клубная карьера
Тренировался в молодёжной академии клуба «Дармштадт 98». В 2014 году стал игроком академии клуба «Майнц 05». В июне 2018 года подписал профессиональный контракт с клубом до 2020 года. 15 сентября дебютировал в основном составе «Майнца» в матче немецкой Бундеслиги против «Аугсбурга». В ноябре 2018 года продлил контракт с «Майнцем» до 2022 года. 17 июля 2020 года забил свой первый гол за «Майнц» в матче Бундеслиги против дортмундской «Боруссии».

## Карьера в сборной
Выступал за сборные Германии до 15, до 16, до 17, до 18, до 19, до 20 лет и до 21 года.